# فوكر إف الثانية
فوكر إف الثانية (بالإنجليزية: Fokker F.II)‏ هي طائرة ركاب أُنتجت في 1919 بهولندا. من صناعة فوكر. كانت تستخدم بشكل أساسي من قبل الخطوط الجوية الملكية الهولندية. كان أول طيران لها في 1919. انتهت خدمتها في 1934. صنع منها 23 طائرة. كانت فوكر إف الثانية الطائرة الأولى من سلسلة طويلة من الطائرات التجارية التي أنتجتها شركة فوكر.

## المستخدمون
- الخطوط الجوية الملكية الهولندية
- دويتشه ايرو لويد